# 黑水营之围
黑水营之围，清高宗乾隆二十三年（1758年）十月至乾隆二十四年（1759年）正月，在平定回部之战中，大小和卓在叶尔羌城外围困清军定边将军兆惠黑水营的作战。

## 经过

### 叶尔羌之战
乾隆二十三年（1758年）八月，定边将军兆惠奉命由伊犁（今新疆伊宁）率军南下，指挥清军平定回部大小和卓之乱。自兆惠南下一月有余，阿克苏、乌什、和阗望风而降，致使其错判形势，轻敌冒进。霍集斯向兆惠提议：先攻占叶尔羌，截住大小和卓出逃之路；再进兵喀什噶尔，则波罗尼都自当归降。于是兆惠不等纳穆札尔、石三泰的主力抵达，派副将富德驻守阿克苏，为第二梯队，自率马步兵4000多人往攻小和卓霍集占所在的叶尔羌城（今新疆莎车），爱隆阿、户部侍郎明瑞、霍集斯、端济布、噶岱默特等从行。乾隆帝也认为“回部各城迎降相继，大功可计日而成”，开始考虑各城伯克人选，以及驻兵屯田等事宜。又令章嘉呼图克图写信给拉达克（今克什米尔东南）头人，若大小和卓逃至彼处，“即擒解前来”，“断不可容留疏纵”。九月，乾隆帝令在哈萨克追剿叛军的参赞大臣富德前往阿克苏策应兆惠。又起用舒赫德为头等侍卫，并增派察哈尔兵700人、绿营兵300人赴阿克苏，归舒赫德统领。霍集占退回喀什噶尔后，波罗尼都怨其轻举妄动，招致清军征讨。于是霍集占前往叶尔羌驻守，坚壁清野，并散布谣言称清军已将霍集斯杀害，且要来杀尽回人。叶尔羌城周长10余里，城门12座。和卓兵在清军必经的城东五里处，挖沟筑台、以为屏障，坚壁清野。十月初三日，兆惠率军抵达齐阿里克，距叶尔羌城四十里，隔河扎营；派出左、右两兵，抢占了城东土台，控制进出要道。十月初六日，清军分七队攻城。霍集占的骑兵出北门突击，击溃了清军中的索伦兵，但被清军健锐营击败，于是固守不出。兆惠由于兵力不足不能围城，便令爱隆阿、侍卫奎玛岱领兵800人北上防范喀什噶尔来援，并接应纳穆札尔、石三泰的援军。

### 通古思鲁克之战

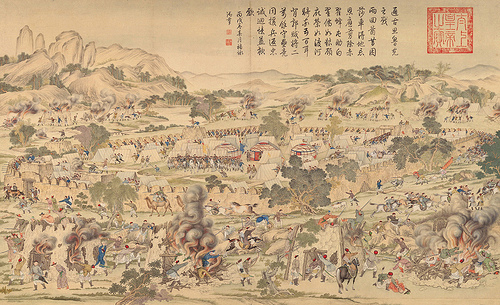
通古思鲁克之战，兆惠被围困

兆惠见叶尔羌防守严密，便拨出800人交给副都统爱隆阿，命他前往东南方向，防御盘踞在喀什噶尔（今新疆喀什）的大和卓波罗尼都，其余兵力密切监视叶尔羌，待机再战。当时清军获得情报，城南英額齊盤山下有回人牧群。兆惠决定去劫羊群，来补充给养，而且诱敌出城作战。乾隆二十三年（1758年）十月十三日，兆惠率1000多骑兵南进。清军行至黑水（維吾爾語稱黑水為喀喇烏蘇），夺得桥头，登桥奔驰。没想到刚过桥400多人，桥就断了，叶尔羌城中冲出和卓军5000骑兵、1万步兵，两翼围攻清军。清军人自为战，游水回营，兆惠两次更换战马，面胫都受伤。直至夜晚，回兵方退回城中。此战清军阵亡100余人，数百人受伤，西寧鎮總兵高天喜、副都統三格、護軍統領鄂實、監察御史何泰、侍衛特通額等战死，马匹陷入泥沼中甚多。十月十四日，霍集占组织军队向黑水营（在今新疆澤普縣古勒巴格鄉吐格貝西村一帶）发动攻击。兆惠指挥清军边作战、边筑起临时工事，战斗持续了五昼夜。兆惠派出5名士兵，分别往阿克苏告急，驻阿克苏头等侍卫舒赫德上奏飞报朝廷。乾隆帝命靖逆将军纳木札尔前去救援。防御喀什噶尔的副都统爱隆阿奉兆惠之命，回到阿克苏催促援军，遇到纳木札尔率领的200名骑兵，爱隆阿劝他等到大兵到达后再进军，纳木札尔没有听从，在途中全军覆没。霍集占见久攻不下，便改为长期困困。黑水营从十月至次年正月，进行了长期艰苦的防御战。当时天寒地冻，清军弹尽粮绝，援军不至，士兵只得焚煮馬鞍、皮革，甚至掠取当地平民，杀死后作为食物。和卓军在上游决河灌营，被清兵導入戰壕排至下游，反而便於清兵汲水。清军营地附近林木众多，和卓军枪弹齐下后，清军砍掉林木，从树干中可挖出数万颗弹丸，足以补充弹药。后来清军挖水井，掘窨粮，终于得以补充给养。十一月，回疆以西的布鲁特（柯爾克孜人）頭人納喇巴圖、流亡的額爾克和卓額色尹抢掠了喀什噶尔所属的英吉沙尔城（今新疆英吉沙），这时正好黑水营清军纵火焚烧两座回营，霍集占以为清军与布鲁特人有约，怕被前后夹击，于是攻打黑水营稍缓。

### 呼尔𫞩大捷

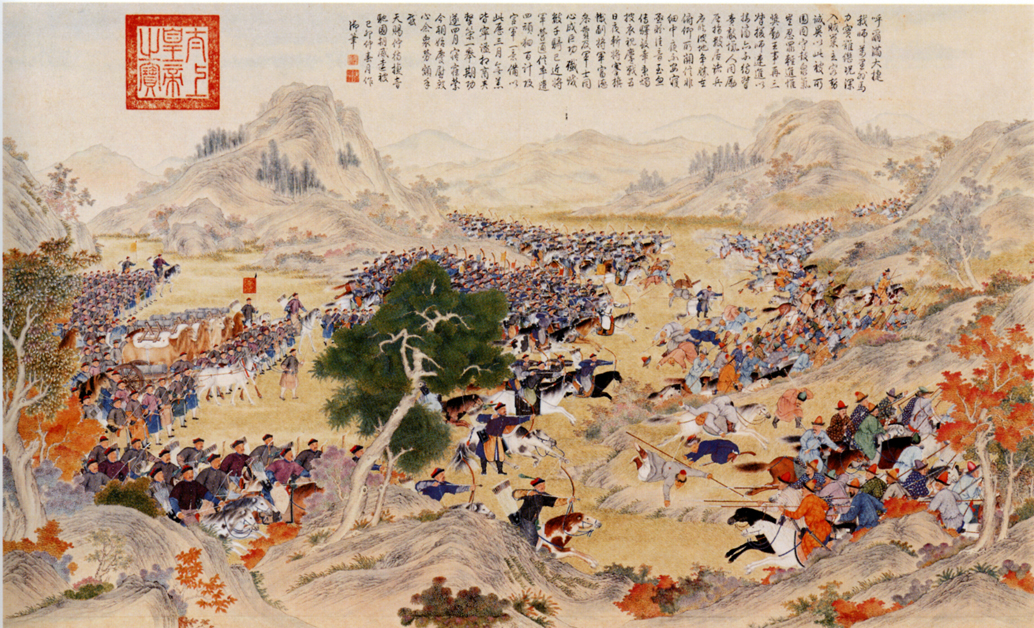
呼尔𫞩大捷

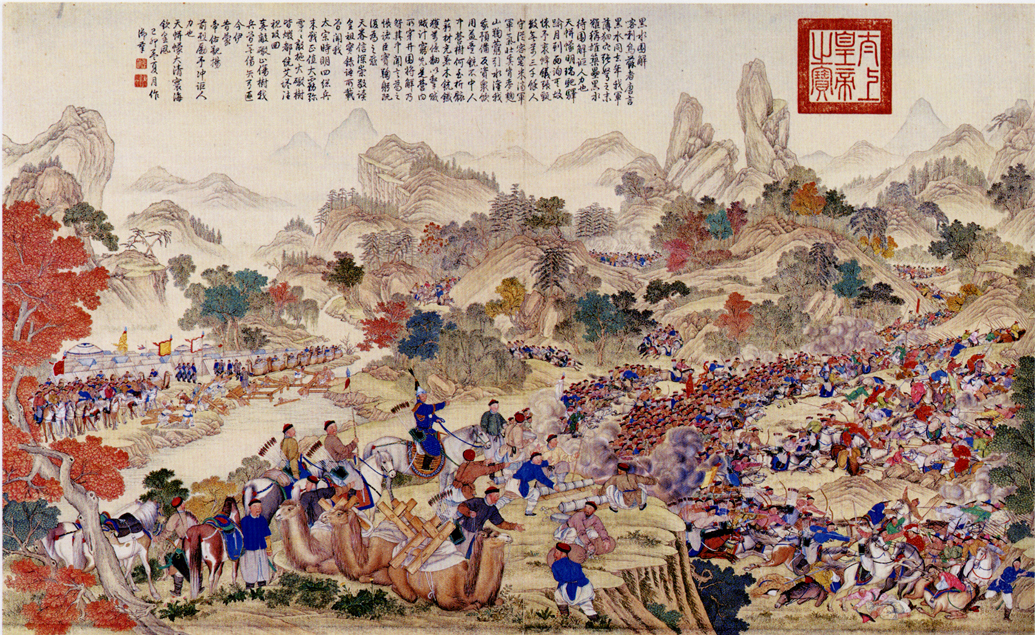
兆惠在黑水突围

黑水营坚守时，清军调兵增援。驻阿克苏的定右副将军富德与侍卫舒赫德在巴尔楚克（今新疆巴楚）合军，共率三千多军队，冒雪来援。巴里坤办事大臣阿里衮领兵六百，押解二千匹马、一千头骆驼，兼程来援，与爱隆阿所部会合。乾隆二十四年（1759年）正月初六日，富德、舒赫德所部在呼尔𫞩，遭遇从叶尔羌城前来的五千名和卓军，连战四天，清军且战且进。正月初九日，富德、舒赫德部已接近黑水营，被和卓军所围。阿里衮、爱隆阿率部赶到，拉开横阵，两军会合作战，和卓军退往叶尔羌。兆惠在黑水营得知援兵已到，立即组织属下突破包围圈，杀敌一千余人，烧尽敌军堡垒。和卓军大败，退回叶尔羌城。正月十四日，兆惠军与援军会师，撤回阿克苏。

## 相关文艺作品
金庸的武侠小说《书剑恩仇录》中提及了黑水营之围，但是除了清军的统帅是兆惠以外，其他情节都不符合历史记载。和清军为敌的不是波罗尼都、霍集占兄弟，而是木卓伦、霍青桐父女。